# 3750 Ilizarov
3750 Ilizarov è un asteroide della fascia principale. Scoperto nel 1982, presenta un'orbita caratterizzata da un semiasse maggiore pari a 3,0194623 UA e da un'eccentricità di 0,0506229, inclinata di 10,42039° rispetto all'eclittica.